# Mugansteppe
Die Mugansteppe (aserbaidschanisch Muğan düzü, مۇغان دۆزو, persisch دشت مغان) ist ein großes Steppengebiet entlang des Aras in Aserbaidschan und Iran (Āzarbāydschān) zwischen Talysch-Gebirge und Kaspischem Meer. 
Diese ca. hunderttausend Hektar große Ebene ist ein ergiebiges Weideland für Pferde, Kamele und vor allem Schafe. Die Schahsavan-Nomaden nutzen die Muganebene im Winter als Weide für das Muganischaf. Die Ebene ist von einem engen Netz von Bewässerungskanälen durchzogen, die Baumwollanbau ermöglichen.
Einige Städte in der Mugansteppe auf aserbaidschanischer Seite sind Salyan, Sabirabad, Biləsuvar, İmişli und Neftçala am Kaspisches Meer. Im Iran liegen Städte wie Parsabad, Germi, Bileh Savar und Aslan Duz in der Steppe.

## Geschichte
1468 zog der timuridische Herrscher Abu Sa'id nach Aserbaidschan gegen Turkmenenfürsten; sein Heer wurde in einem harten Winter von den Versorgungslinien abgeschnitten und schließlich in der Mugansteppe geschlagen.